# Orden de Pahlaví
La Orden de Pahlaví (persa: نشان پهلوی o Neshan-e Pahlavi) fue la más alta condecoración del Imperio de Irán bajo el reinado de la dinastía Pahlaví.

## Historia de la Orden de Pahlaví
Creada en 1926 bajo el reinado de Reza Shah, fue la primera de las Órdenes creadas por la nueva Dinastía, y consistió en el más alto de los honores entregados por el Imperio durante la etapa de gobierno de la dinastía Pahlaví, substituyendo a la antigua Orden de las Moghadas, que fue la máxima distinción bajo la dinastía Qajar. 
A lo largo de los años, fue otorgándose a jefes de Estado y a miembros de distintas casas reales de todo el mundo, alcanzando su momento álgido en las celebraciones de los 2500 años de Monarquía en Persia, acaecidas en las ruinas de la ciudad aqueménida de Persépolis, donde se entregó a cada uno de los jefes de Estado que participaron en las celebraciones. 
La Orden de Pahlaví fue suprimida por el Gobierno de los Ayatolás tras la Revolución Islámica de 1979, junto con las demás la Órdenes Imperiales. 
Tras la muerte de Mohammad Reza Pahlaví en 1980, el Gran Magisterio de la misma pasó a su hijo Reza Ciro Pahlaví, que hoy día conserva la vigencia de la Orden de Pahlaví como Orden Dinástica, de la que no se conocen nuevas concesiones.

## Grandes Maestres
- Reza Shah (1926-1941)

- Mohammad Reza Pahlaví (1941-1980)

- Reza Ciro Pahlaví (1980- actualidad)

## Clases
La Orden de Pahlaví se entregaba en dos categorías:
- Gran Collar: El Gran Collar se entregaba a Jefes de Estado y  va acompañado de una Placa y de una Venera, sujeta de una banda azul marino con dos franjas amarillas en cada extremo, colores de la Dinastía.

- Gran Cruz: La Gran Cruz se entregaba a Jefes de Gobierno y Príncipes herederos de distintas casas reales. Consistía en un conjunto realizado en plata y plata dorada, de placa, banda y venera.

## Insignias
Existen dos versiones distintas de la Orden de Pahlaví: la primera de ellas fecha de los primeros años de gobierno de Reza Shah y la segunda, que es la más conocida, es la usada en la segunda época del mismo gobernante y el todo el período de gobierno de Mohammad Reza Pahlaví. La diferencia es mínima, pero nótese en las imágenes que las insignias más antiguas eran más redondeadas y carecían de la franja azul característica de las de la segunda época. 
- Gran Collar: consiste en una serie de eslabones de plata con motivos persas entrelazados por círculos esmaltados en azul marino, de la cual cuelga la pieza principal del Collar: el Monte Damavand, símbolo de Irán, rodeado por una rama de laurel a ambos lados, el nombre de la Dinastía (Pahlaví), encima, y el año de constitución de la Orden abajo (1304), es decir, 1926 en calendario gregoriano sobre un círculo de esmalte blanco. La parte circular central está rodeada por cuatro coronas imperiales unidas entre ellas por cinco ráfagas doradas, de las cuales las centrales están esmaltadas en azul marino.

- Placa: fabricada en plata, consiste en el Monte Damavand, símbolo de Irán, rodeado por una rama de laurel a ambos lados, el nombre de la Dinastía (Pahlaví), encima, y el año de constitución de la Orden abajo (1304), es decir, 1926 en calendario gregoriano sobre un círculo de esmalte blanco. La parte circular central está rodeada por cuatro coronas imperiales unidas entre ellas por cinco ráfagas doradas, de las cuales las centrales están esmaltadas en azul marino.

- Venera: la parte central coincide con la placa, pero las coronas están unidas entre sí mediante eslabones parecidos a los del Collar pero adecuados al tamaño de la pieza. Va sujeta de una banda azul marino con dos franjas amarillas en cada costado.